# Andorra na Zimních olympijských hrách 2006
Andorra se v roce 2006 zúčastnila již sedmnácté olympiády, z toho deváté zimní. Země na tyto hry vyslala tři sportovce ve dvou sportech.

## Alpské lyžování
- Alex Antor
Ve sjezdu skončil na 39. místě s časem 1:55.01 (6.21 ztráty na vítěze).
V super kombinaci, slalomu ani super obřím slalomu nedojel do cíle.
- Roger Vidosa
Ve sjezdu skončil na 50. místě s časem 1:59.24 (10.44 ztráty na vítěze).
V super kombinaci skončil na 28. místě s časem 3:21.37 (12.02 ztráty na vítěze).
Ve slalomu skončil na 27. místě s časem 1:54.03 (10.89 ztráty na vítěze).

## Běh na lyžích
- Francesc Soulie
V běhu na 15 km skončil na 71. místě s časem 44:42.6 (6:41.3 ztráty na vítěze).
Ve běhu na 50 km ani stíhacím závodě na 30 km nedojel do cíle.